# Forquilhinha (ort)
Forquilhinha är en ort i Brasilien.   Den ligger i kommunen Forquilhinha och delstaten Santa Catarina, i den södra delen av landet, 1 500 km söder om huvudstaden Brasília. Forquilhinha ligger 28 meter över havet och antalet invånare är 22 998.
Terrängen runt Forquilhinha är platt, och sluttar söderut. Runt Forquilhinha är det tätbefolkat, med 276 invånare per kvadratkilometer.. Närmaste större samhälle är Criciúma, 12,6 km nordost om Forquilhinha.
Omgivningarna runt Forquilhinha är en mosaik av jordbruksmark och naturlig växtlighet.